# Lift-on/lift-off

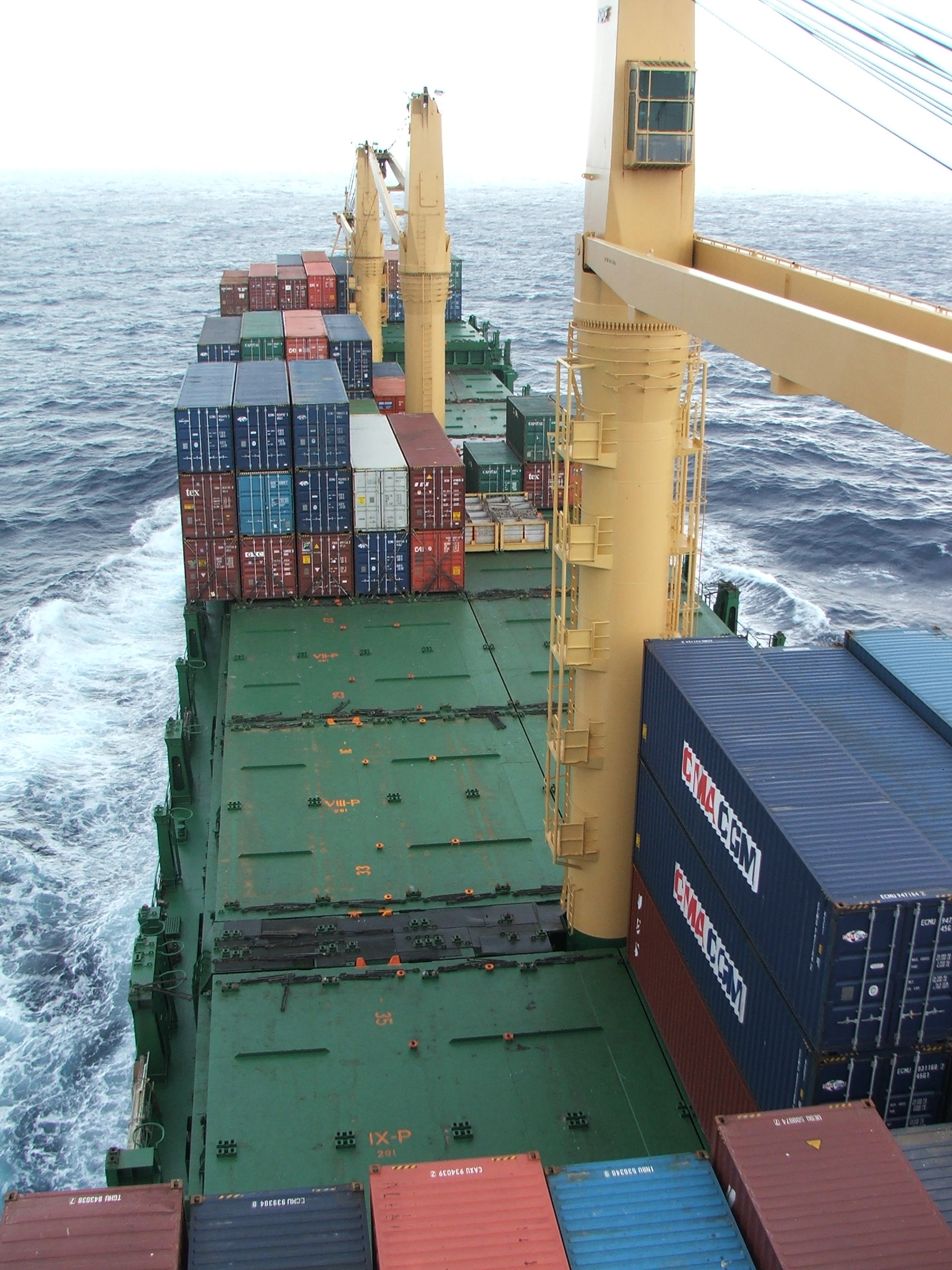
Gru su una nave Lo-Lo

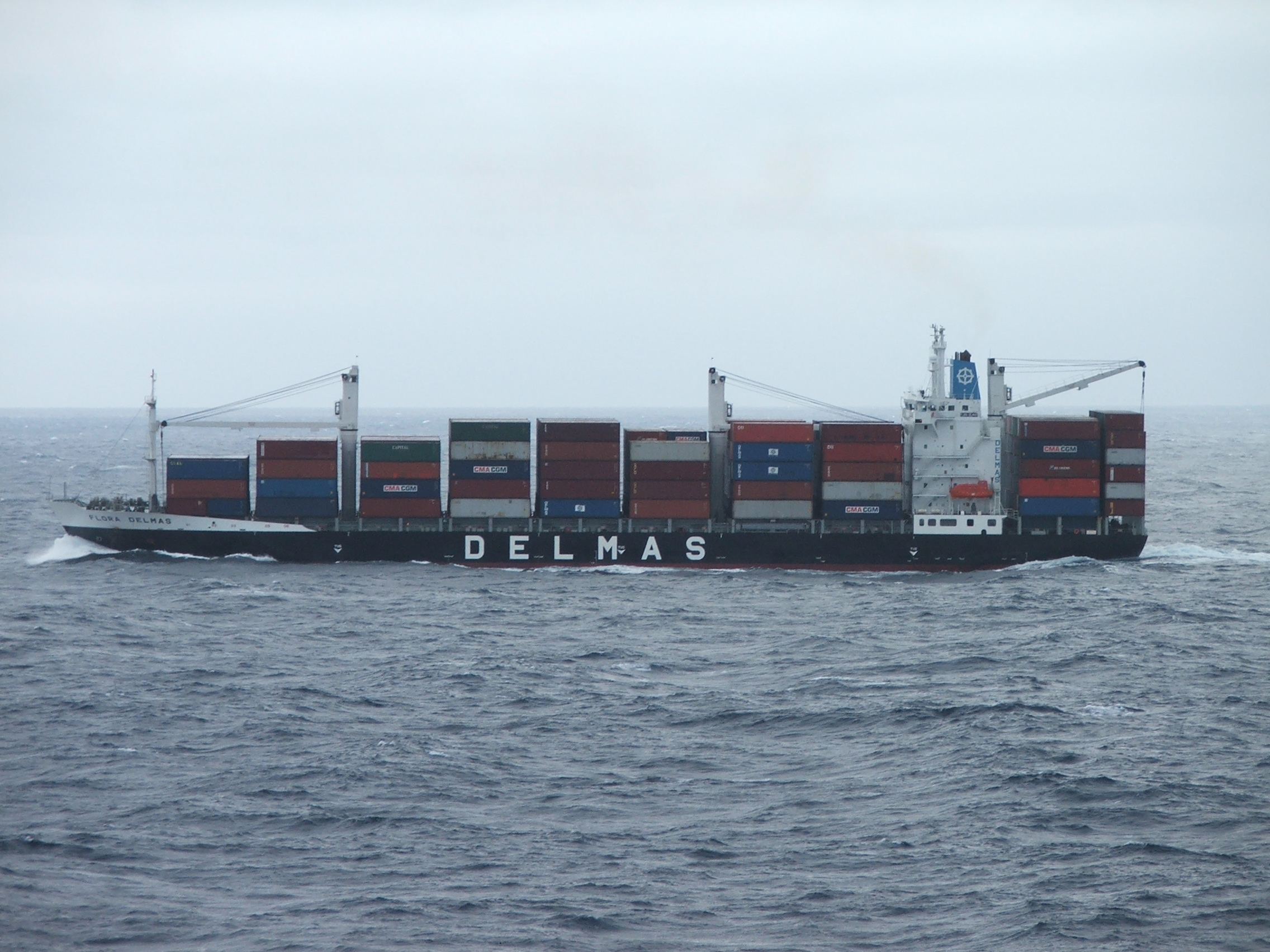
La nave Lo-Lo Flora Delmas

Il termine Lift-on/lift-off (abbreviato anche come Lo/Lo, Lo-Lo, LoLo, Lo/lo, lo/lo e lo-lo ovvero a caricazione verticale o a carico/scarico verticale).

## Descrizione
Il termine indica un tipo di navi mercantili con gru a bordo per caricare e scaricare merce in modo autonomo, riferito particolarmente alle navi specializzate al trasporto di contenitori che usano il sistema verticale di carico e scarico, quindi in grado di operare anche in porti non dotati di equipaggiamenti adatti per la gestione del carico.
Impropriamente, questo termine viene a volte utilizzato in contrapposizione a Ro-Ro, termine che indica una nave-traghetto vera e propria, soprattutto nella descrizione della destinazione d'uso di una banchina di un porto.
Questo tipo di navi viene anche indicato con il termine inglese di geared vessels, vale a dire "navi attrezzate".